# Диордица, Александр Филиппович
Александр Филиппович Диордица (30 августа (12 сентября) 1911, с. Гандрабуры, Ананьевский уезд, Херсонская губерния, Российская империя — 1 апреля 1996, Москва, Российская Федерация) — советский молдавский государственный деятель. Председатель Совета министров Молдавской ССР (1958—1970).

## Биография
Родился в семье крестьянина. В 1938 г. окончил Ленинградскую финансовую академию. В 1957 г. — заочно ВПШ при ЦК КПСС.
С 1930 г. работал в Гандрабурах: учитель начальной школы (1930—1932), секретарь комсомольской организации колхоза (1932—1933).
В 1933—1936 гг. — заместитель начальника Управления гострудсберкасс и госкредита Молдавской АССР.
В 1938—1939 гг. — заведующий бюджетным отделом Наркомфина Молдавской АССР,
в 1939—1940 гг. — заведующий торгово-финансовым сектором Управления делами СНК Молдавской АССР.
В 1940—1941 гг. — заместитель наркома финансов Молдавской ССР.
В 1941 г. красноармеец коммунистического батальона по обороне Одессы.
В 1941—1942 гг. — заместитель начальника Оренбургского облуправления сберкасс.
С 1942 г. — заместитель наркома,
в 1946—1955 гг. — министр финансов Молдавской ССР.
С 1955 г. — заместитель председателя,
в 1958—1970 гг. — председатель Совета Министров Молдавской ССР.
С 1970 г. — первый заместитель председателя Госкомитета цен Совета Министров СССР,
в 1978—1983 гг. — первый заместитель председателя Госкомитета СССР по ценам.
Член ВКП(б) с 1938 г. Кандидат в члены ЦК КПСС в 1961—1971 гг. Депутат Верховного Совета СССР 3-7 созывов.
С 1983 г. на пенсии.
Похоронен в Москве на Новокунцевском кладбище.

## Награды и звания
Награждён двумя орденами Ленина, орденом Октябрьской Революции, двумя орденами Трудового Красного Знамени, орденом Отечественной войны 2-й степени.